# Ulica Gwiaździsta we Wrocławiu
Ulica Gwiaździsta – ulica na terenie osiedla Południe we Wrocławiu łącząca obecnie rondo Havla (u zbiegu z ul. Wielką i ul. Kruczą) na południowym zachodzie z ul. Swobodną na północnym wschodzie. Leży pomiędzy równoległymi do niej ul. Powstańców Śląskich a ul. Zielińskiego i liczy obecnie ok. 810 m długości. Do roku 1945 nosiła nazwę Kronprinzenstraße.
Projekt ulicy powstał w roku 1873, a jako pierwszy zrealizowany został odcinek pomiędzy ówczesnymi Viktoriastraße i Augustastraße (po wojnie noszących nazwy Lwowska i Szczęśliwa). Do ok. 1883 powstały dalsze odcinki (do Friedrich Schiller Straße – późniejszej ul. Małej – na północny wschód oraz na południowy zachód do Hohenzollernstraße – późniejszej ul. Zaporoskiej). Jako ostatni powstał kilkudziesięciometrowy, ślepy odcinek na północny wschód (nie dochodzący jednak wówczas do Sadowastraße, czyli późniejszej ul. Swobodnej). W latach 1884–1887 ułożono na tej ulicy brukowaną nawierzchnię.

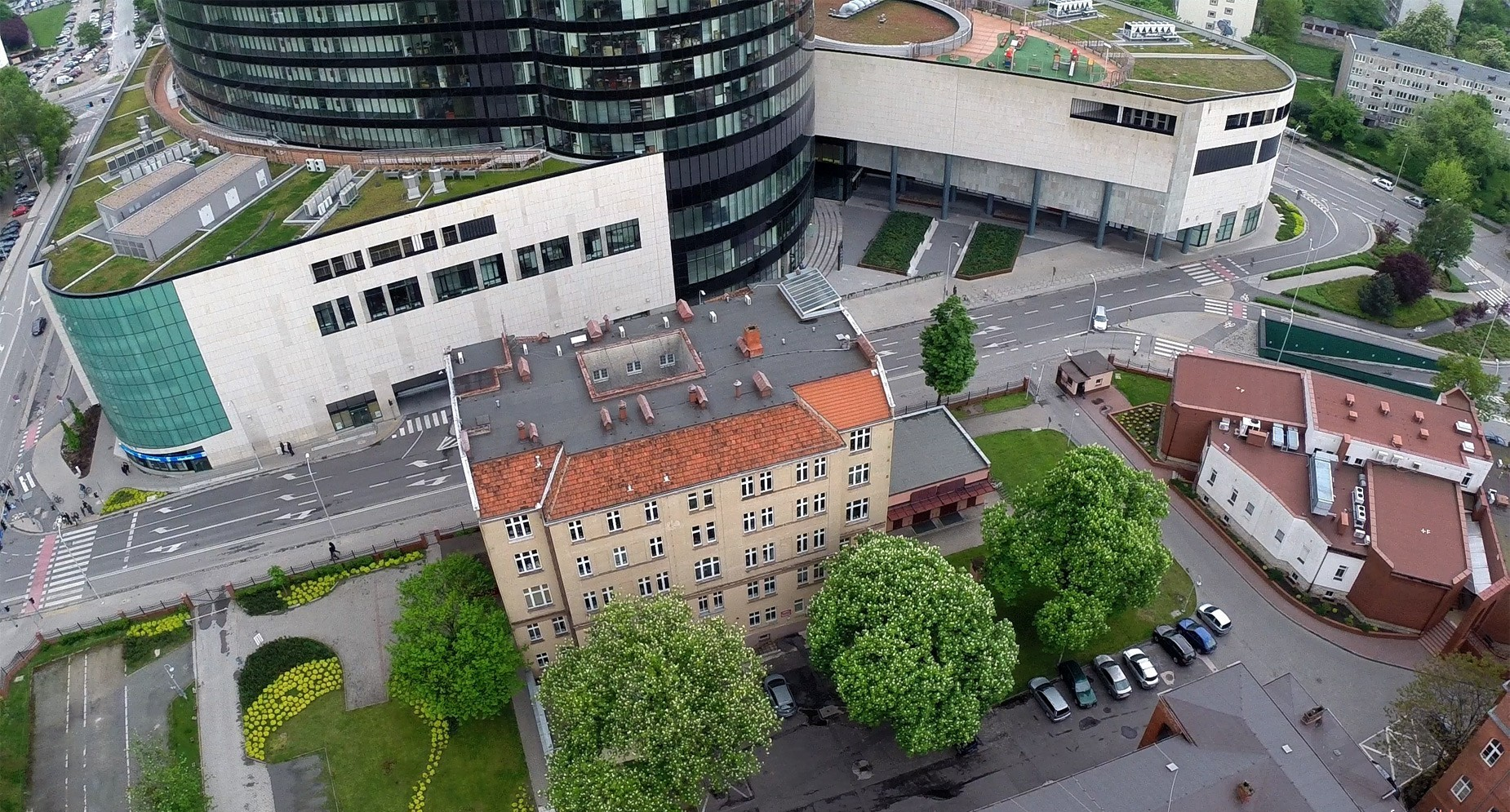
Jedyny budynek przy ul. Gwiaździstej ocalały po II wojnie światowej: Gwiaździsta 65-67DCO; maj 2014

Z ważniejszych obiektów, położonych przy tej ulicy przed II wojną światową, wymienić można Provinzial-Hebammen-Lehr-Anstalt, czyli Szkołę Akuszerek (spory kompleks na posesji pod numerem 23) oraz wybudowany w 1886 jeden z kilku budynków Landesversicherungsanstalt Schlesien (krajowego zakładu ubezpieczeń pruskiej prowincji śląskiej) – pod numerem 65-67.
Oprócz nich wiadomo między innymi, że na posesji nr 42 znajdował się zakład mistrza piekarskiego Hermanna Tosta, na posesji nr 48 (na rogu z Viktoriastraße, tj. ze Lwowską) znajdowała się restauracja Hermanna Girlicha, na posesji nr 74 (na rogu z Goethe Straße, tj. z późniejszą Wielką) znajdowała się restauracja Paula Schuberta, zaś na posesji 84 (na rogu z Lothringenstraße, tj. z późniejszą ul. Ostrą, już nieistniejącą) gospoda „Barisch”.

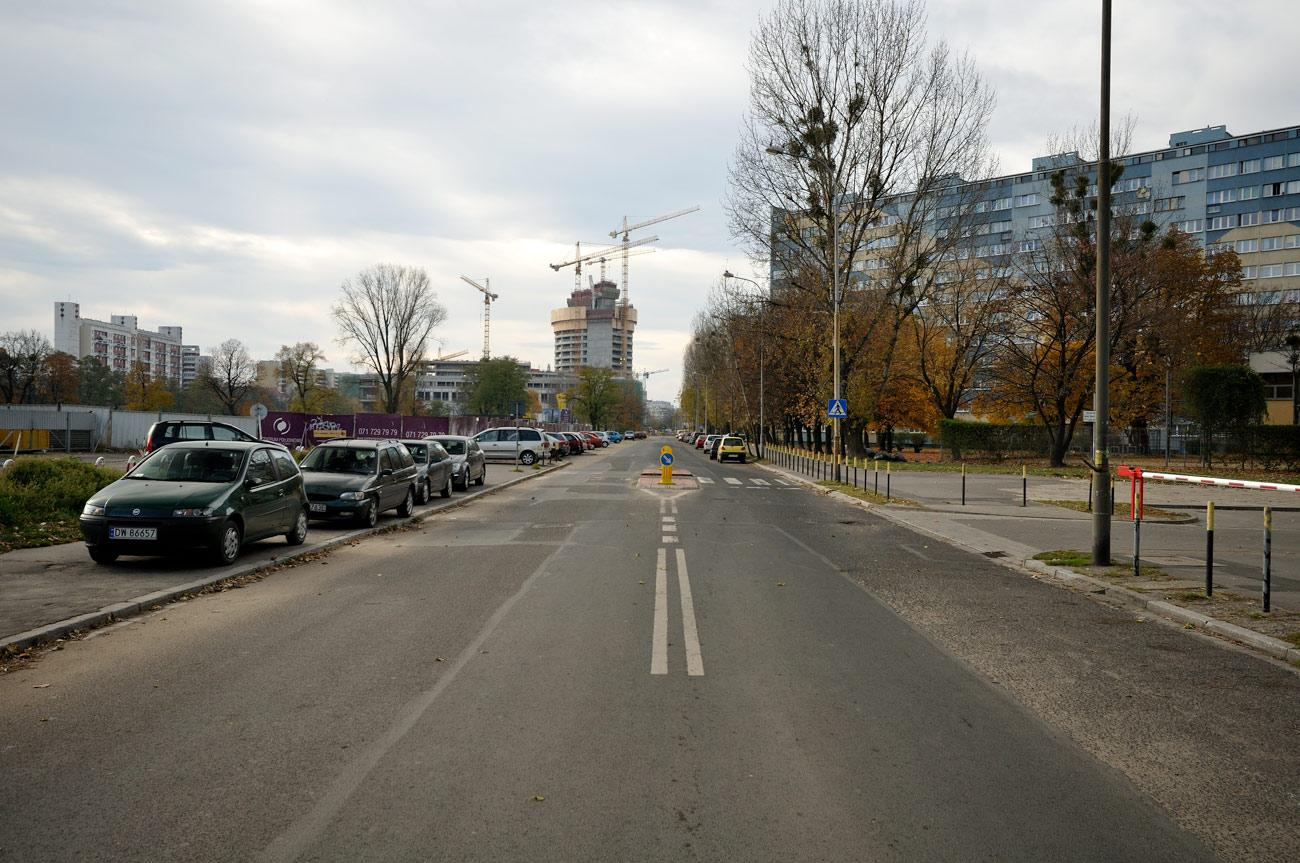
Gwiaździsta w kierunku pd.-zach., w tle budowa Sky Tower, po prawej blok przy ul. Zielińskiego 58-72; listopad 2010

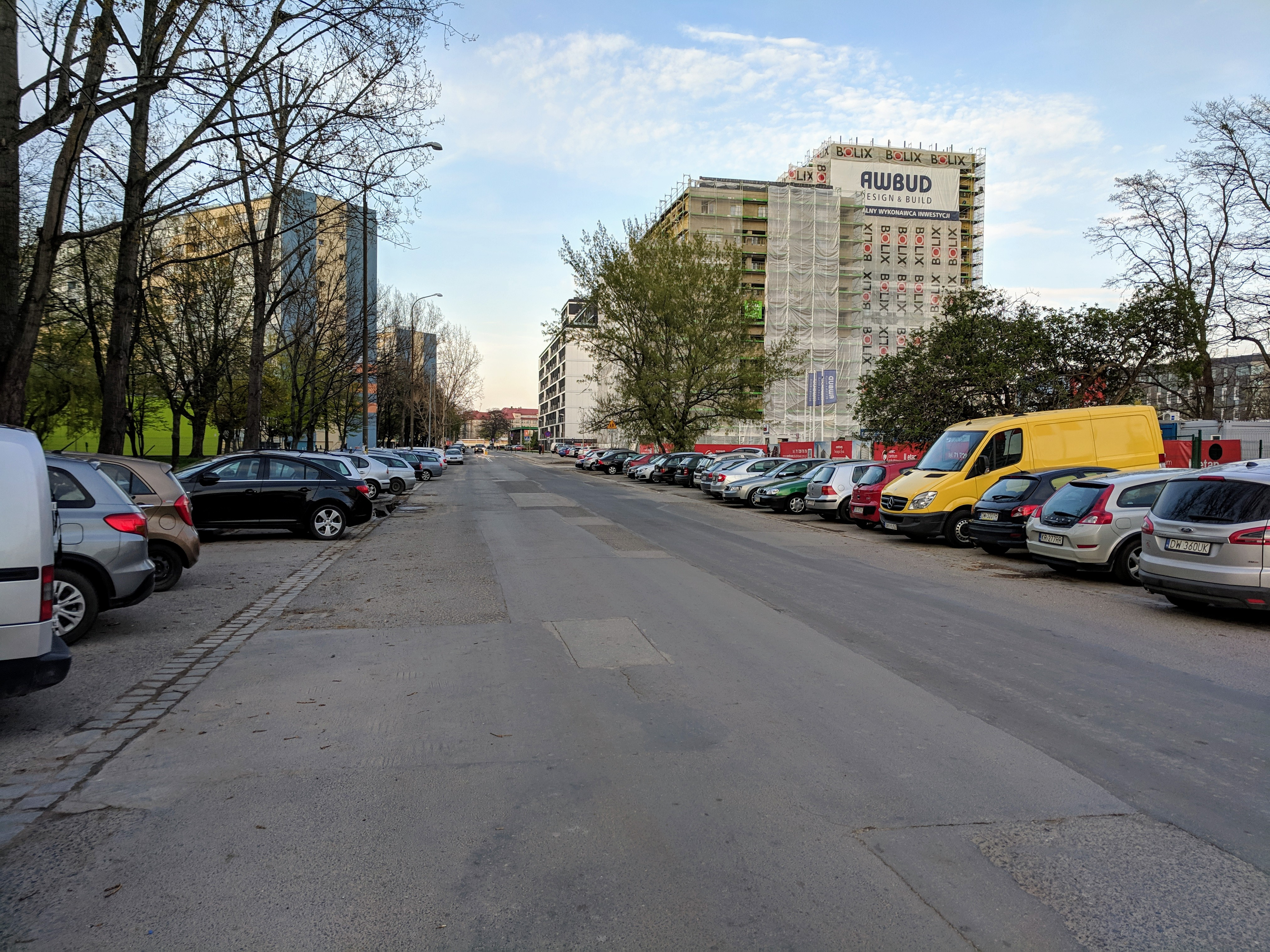
Gwiaździsta w kierunku pn.-wsch., po prawej budowa (z siatkami na rusztowaniach) II etapu Nowego Centrum Południowego (ul. Gwiaździsta 14-16); kwiecień 2019

Oblężenie Festung Breslau w 1945 doprowadziło do zrujnowania praktycznie całej zabudowy tej ulicy i po usunięciu gruzów przez ponad dwadzieścia lat pozostawała ona częścią ponadstuhektarowego obszaru pustej przestrzeni w mieście. Dopiero w roku 1969 wybudowano i oddano do użytku pierwsze budynki mieszkalne przy południowo-wschodniej (nieparzystej) stronie ul. Gwiaździstej; w kolejnych latach również obiekty usługowe i handlowe, przy czym aż do końca XX wieku niemal wszystkie po tej samej, nieparzystej stronie; jedynymi obiektami po stronie parzystej (stałymi) był zbudowany w latach 1978–1980 Hotel Wrocław i kilkanaście lat później (w 1997) – parking wielopoziomowy przy tym hotelu. Dokonano też pewnych korekt przebiegu ulicy: jej końcowy odcinek, pierwotnie dochodzący do ul. Zaporoskiej, w latach 1966–1967 został zabudowany od nowymi budynkami mieszkalnymi, przez co ulica Gwiaździsta została skrócona i kończyła się skrzyżowaniem z ulicą Kruczą. Natomiast po przeciwnej stronie, na początku ulicy (który był cały czas „ślepy”), pod koniec lat 70. przedłużono ją o kolejnych kilkadziesiąt metrów doprowadzając jezdnię do ulicy Swobodnej.
Dopiero w wieku XXI rozpoczęto zabudowę parzystej strony ulicy Gwiaździstej: przy końcowym odcinku ulicy, w kwartale Gwiaździstej, Wielkiej, Powstańców Śl. i Szczęśliwej w miejscu, gdzie znajdował się wieżowiec Poltegor Centre wraz z otaczającymi go tymczasowymi barakami i placem parkingowym zbudowano w latach 2008–2012 kompleks Sky Tower. Wraz z budową tego kompleksu dokonano wymiany nawierzchni ulicy w jego sąsiedztwie, a skrzyżowanie z ul. Wielką i Kruczą przebudowano tak, że utworzono na nim rondo, którego patronem został Václav Havel. Z kolei przy odcinku początkowym ulicy (Gwiaździsta 6-12) w roku 2015 ukończono etap I zabudowy tzw. „Nowego Centrum Południowego”, a kolejne dwa etapy (dwa budynki przy Gwiaździstej 14-16 i trzy przy Gwiaździstej 18-22) ukończono w 2020 i 2023 r., po czym rozpoczęto budowę następnego etapu (Gwiaździsta 24-26, deklarowany przez dewelopera termin oddania do użytku - 4 kwartał 2026).